# Claude Bloch (déporté)
Pour les articles homonymes, voir Claude Bloch et Bloch.
Claude Bloch, né le 1er novembre 1928 à Lyon où il est mort le 31 décembre 2023, est un déporté, survivant des camps de concentration d'Auschwitz-Birkenau et du Stutthof.
Arrêté avec sa mère en juin 1944 à Crépieux-la-Pape, dans le Rhône, par Paul Touvier, patron de la milice lyonnaise, il est déporté par le convoi 77, dernier convoi parti du camp de Drancy vers Auschwitz. Rescapé de la Shoah, il devient passeur de mémoire de la déportation.

## Biographie

### Jeunesse
Claude Bloch naît le 1er novembre 1928 à Lyon, dans le 6e arrondissement,,,.
Orphelin de père (Albert Bloch), lorsque éclate la Seconde Guerre mondiale, il vit avec sa mère et ses grands-parents maternels. Sa mère, Eliette Meyer est née le 17 mars 1904 à Lyon. Ils habitent au 46 rue Franklin à Lyon.
Il est élève du lycée La Martinière-Terreaux (promotion 47).
Le Monde note que « sa famille n’avait pas de convictions religieuses et n’était affiliée à aucune communauté ». Toutefois, Claude Bloch est baptisé en 1944 afin d'échapper aux persécutions antisémites.

### Arrestation et déportation
Claude Bloch, âgé de 15 ans, est arrêté avec sa mère, Eliette Meyer (40 ans) en juin 1944 à Crépieux-la-Pape, dans le Rhône, par Paul Touvier, patron de la milice lyonnaise. Leur dernière adresse est au chemin de Bellevue à Crépieux-la-Pape. Ils sont déportés par le convoi n° 77, en date du 31 juillet 1944 de Drancy vers Auschwitz. Le numéro tatoué de Claude Bloch à son arrivée à Auschwitz est B 3692. Sa mère est gazée. Il est plus tard transféré au camp de concentration du Stutthof. À sa libération, Claude Bloch est âgé de 16 ans ; sa grand-mère le récupère, elle meurt quatre ans plus tard.
Claude Bloch devient comptable, se marie et a trois enfants. Comme de nombreux rescapés de la Shoah, il n'évoque d'abord pas son passé durant la guerre avec ses proches. Finalement, en 1992, il témoigne dans l'émission télévisée La Marche du siècle.
Membre de la Fédération nationale des déportés et internés résistants et patriotes (FNDIRP), Claude Bloch commence à témoigner de la déportation dans les établissements scolaires en 1995. Il se rend d’établissement en établissement scolaire pour témoigner de son vécu et sensibiliser les plus jeunes.

### Décès
Après avoir vécu jusqu'à la fin de ses jours dans l'appartement 46 rue Franklin à Lyon, Claude Bloch décède le 31 décembre 2023 à l'âge de 95 ans. C'est le maire de Lyon, Grégory Doucet, qui annonce la nouvelle : « C’est avec une profonde tristesse que j’ai appris ce soir la mort de Claude Bloch. Rescapé d’Auschwitz, il fut un passeur de mémoire auprès des jeunes générations tout au long de sa vie. Mes plus sincères condoléances à sa famille et à ses proches ». Emmanuel Macron, le président de la République française, lui rend également hommage : « Rescapé d'Auschwitz et de la prison de Montluc, Claude Bloch portait en lui la déchirure de l'Histoire. Toute sa vie, il fut un passeur de la mémoire de la Shoah. C’est à nous tous que revient le devoir de continuer à la transmettre. Mes sincères condoléances à ses proches ».

## Décoration
- Chevalier de la Légion d'honneur en 2015[13]

## Pour approfondir